# Alexander Fritz
Alexander Fritz (Kirchlotheim, 15 gennaio 1857 – Alsfeld, 22 aprile 1932) è stato uno scacchista tedesco.
Partecipò a molti tornei tedeschi della seconda metà dell'Ottocento, tra cui Francoforte sul Meno 1878 (5º), Wiesbaden 1880, Norimberga 1883, Breslavia 1889, Colonia 1898, classificandosi per lo più nella seconda metà della classifica. Vinse però diverse partite con forti giocatori, tra cui James Mason, Siegbert Tarrasch e Wilhelm Steinitz. 
È noto principalmente per la "variante Fritz" della difesa dei due cavalli:
 1. e4 e5 2. Cf3 Cc6 3. Ac4 Cf6 4. Cg5 d5 5. exd5 Cd4 
Nel torneo di Norimberga 1883 giocò contro James Mason una variante della difesa Francese (1. e4 e6 e6 2. d4 d5 3. Cc3 Cf6 4. Ag5 Ae7 5. Axf6 Axf6 6. Cf3 0-0 7. Ad3 b6 8. h4) che venne chiamata "attacco Fritz della difesa Francese", ma questa continuazione era già stata giocata due anni prima da Edoardo Crespi nel torneo nazionale di Milano.
Fritz era un forte giocatore alla cieca e tenne simultanee alla cieca fino a 12 scacchiere con ottimi risultati. 
Alcune sue partite notevoli:
- Fritz - Louis Paulsen, Wiesbaden 1880  – Siciliana B78
- Fritz - Emil Schallopp, Norimberga 1883  – Due Cavalli C55
- Fritz - Joseph Blackburne, Breslavia 1889  – Scandinava B01
- Emmanuel Schiffers - Fritz, Breslavia 1889  – Gambetto di re C35
- Jacques Mieses - Fritz, Düsseldorf 1898  – Viennese C28
- Wilhelm Steinitz - Fritz, Colonia 1898  – Gambetto viennese C28
- Paul Johner - Fritz, Düsseldorf 1908  – Olandese A84